# Франкфуртские сосиски

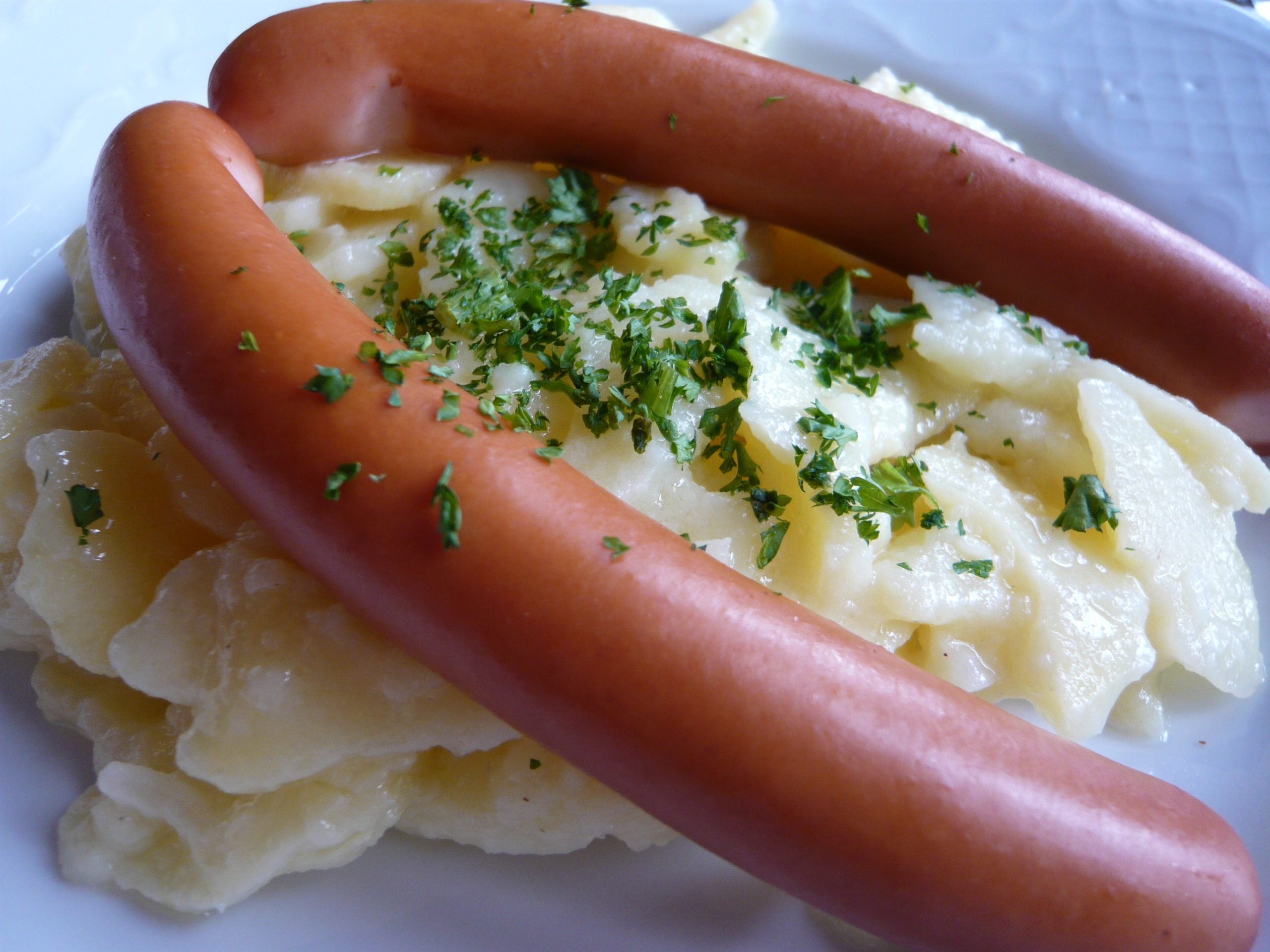
Пара франкфуртских сосисок с картофельным салатом

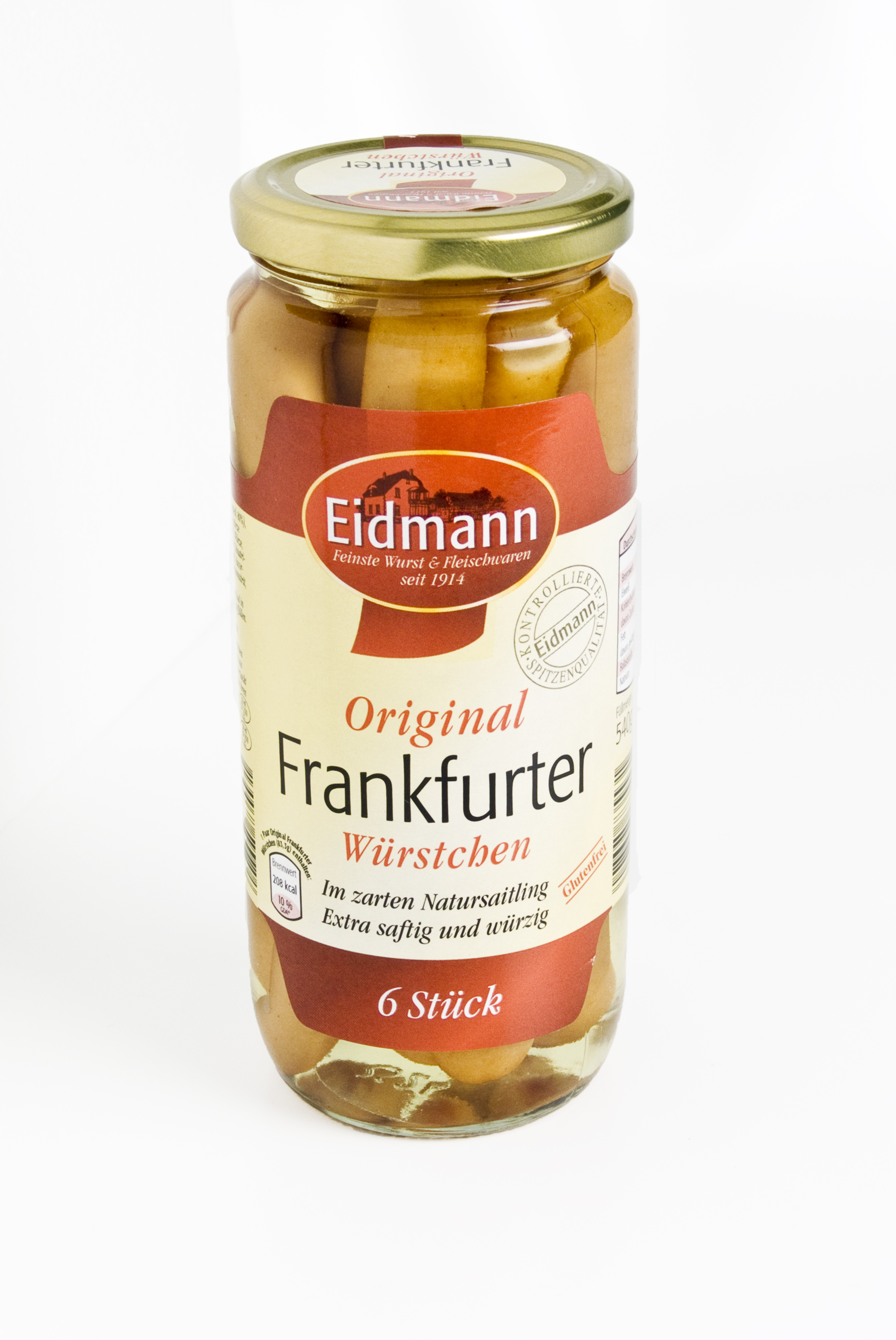
Консервированные франкфуртские сосиски

Франкфуртские сосиски (франкфуртские колбаски, нем. Frankfurter Würstchen) — тонкие подкопчённые варёные сосиски исключительно из свинины в съедобной натуральной оболочке. Гастрономический специалитет Франкфурта-на-Майне, во многих семьях франкфуртские сосиски по традиции подают на праздничный стол в рождественский сочельник. Профессиональное объединение франкфуртских мясников устраивает среди более чем четырёх десятков местных производителей конкурс на лучшие франкфуртские сосиски.
Фарш для франкфуртских сосисок готовят из свинины и сала с добавлением снежного льда, нитритно-посолочной смеси и пряностей: соли, перца, паприки, мускатного цвета, кориандра и имбиря. Франкфуртские сосиски имеют в длину 15—20 см, 2—3 см в диаметре и вес 50—70 г. Их формуют попарно в оболочку из тонких и нежных овечьих черевов. Благодаря низкотемпературному копчению на буковых углях с сухими и влажными опилками при температуре 50—55 °C франкфуртские сосиски приобретают золотисто-жёлтый цвет и особо изысканный аромат, но при этом теряют влагу и могут выглядеть несколько сморщенными. Во избежание этого после варки франкфуртские сосиски охлаждают в холодной воде. Перед употреблением их не варят, а только разогревают в горячей воде в течение приблизительно 8 минут, чтобы они не лопнули. Фирменные колбаски во Франкфурте обычно сервируют попарно к картофельному салату или местному чечевичному супу, их также едят просто с хлебом и горчицей или хреном.
Франкфурт с XIII века славился колбасками для жарки, ими под названием «коронационные» по случаю коронаций императоров Священной Римской империи угощали горожан и начиняли быков, зажариваемых на вертеле на площади Рёмерплац. Рецепт тех свиных колбасок не сохранился, но они не были столь изысканными, как современный франкфуртский колбасный специалитет. Предполагается, что фарш для них готовили без нитритного посола исключительно из свинины, поскольку франкфуртские мясники по закону строго подразделялись на тех, кто работает со свининой, и тех, кто с говядиной. Смешивать говяжий и свиной фарши запрещалось, по одной из версий, по кашруту, для многочисленной еврейской общины города. Из говядины во Франкфурте готовили другие колбаски, которые и поныне считаются у знатоков франкфуртских колбас более значимым специалитетом. Согласно рецепту, приведённому в классическом труде Вилли Шмидта «Мясницкое ремесло» 1910 года, фарш для франкфуртских сосисок готовили из мяса и сала в соотношении 2:1, добавляли воду и приправляли солью, перцем, мускатным орехом и селитрой. Не позднее начала XIX века перед продажей франкфуртские сосиски стали подвергать копчению, готовый товар паковали в деревянные ящики, перекладывая пергаментной бумагой, вследствие чего они приобретали оригинальную и типичную для них квадратную форму в сечении.
Настоящая популярность к франкфуртским сосискам пришла из Вены, куда на рубеже XVIII—XIX веков из Франкфурта перебрался мясник Иоганн Георг Ланер. С 1805 года он торговал в Вене колбасками собственного производства из свино-говяжьего фарша, что не допускалось во Франкфурте, тем не менее, он их окрестил «франкфуртскими» в честь города, где выучился на мясника, и под названием «франкфуртер» они и стали известны во всём мире. В ответ Франкфурт в 1860 году зарегистрировал название «франкфуртские сосиски» по месту происхождения. С 1929 года название «франкфуртские сосиски» разрешается использовать только производителям из этого региона, включая Дармштадт и Оффенбах, поэтому произведённые в Вене франкфуртские сосиски в Германии именуют «венскими» — «ви́нерле» и считают разновидностью франкфуртских. Франкфуртские сосиски признаются более мягкими и сочными, чем венские. Сосиски, произведённые по рецепту франкфуртских за пределами франкфуртского региона, маркируются как «сосиски по-франкфуртски».